# Stem Cell Reports
Stem Cell Reports — це щомісячний рецензований науковий журнал із відкритим доступом, присвячений дослідженням стовбурових клітин.
Stem Cell Reports був створений у 2013 році та публікується Cell Press у форматі онлайн-журналу. Це офіційний журнал Міжнародного товариства дослідження стовбурових клітин.
Головний редактор — Мартін Пера (Лабораторія Джексона).
Відповідно до Journal Citation Reports, імпакт-фактор журналу на 2020 рік становить 7,765.

## Цілі та сфера застосування
Stem Cell Reports — це форум відкритого доступу, який повідомляє про основні відкриття в дослідженні стовбурових клітин, а також про трансляційні та клінічні дослідження. Звіти про стовбурові клітини зосереджуються на рукописах, які повідомляють про оригінальні дослідження з концептуальними чи практичними досягненнями, які представляють широкий інтерес для біологів і клініцистів.
Враховуючи стрімко зростаючий вплив досліджень стовбурових клітин на регенеративну медицину та тканинну інженерію, Stem Cell Reports заохочує подавати рукописи, обсяг яких з’єднує ці галузі досліджень. Журнал також заохочує подавати звіти про надійні нові методології, що мають біологічне значення та/або потенціал для просування застосування фундаментальних досліджень від лабораторії до клініки. Stem Cell Reports сприяє прозорості досліджень стовбурових клітин і суміжних галузей досліджень шляхом публікації підтверджуючих висновків, негативних результатів і побічних ефектів.
Stem Cell Reports охоплює наступні теми:
- Ембріональні стовбурові клітини
- Дорослі стовбурові клітини
- Перепрограмування на плюрипотентність
- Спрямована диференціація[en]
- Статеві клітини
- Генетичні та епігенетичні механізми
- Стовбурові клітини в розвитку
- Ніша стовбурових клітин
- Ракові стовбурові клітини
- Моделювання захворювання та скринінг ліків
- Терапія стовбуровими клітинами
- Клінічні дослідження регенеративної медицини
- Тканинна інженерія та біоматеріали
- Візуалізація та діагностика
- Продукти зі стовбурових клітин, виробництво та контроль якості
- Етичні, правові та соціальні питання